# Tanktics (videojuego de 1999)
Tanktics es un videojuego de estrategia de 1999 desarrollado por DMA Design para Microsoft Windows. Fue publicado por Interplay en América del Norte y por Gremlin Interactive en Europa.
El objetivo del juego es progresar a través de cuatro períodos de tiempo, construyendo y controlando tanques de ese período para luchar contra los "tanques negros malvados" de un período más avanzado. Los tanques se construyen a mano a partir de piezas, que son construidas aleatoriamente por una fábrica (la "Part-o-Matic") en la base del jugador cuando se le proporcionan recursos. Diferentes partes pueden ofrecer la capacidad de cruzar diferentes terrenos, capacidades ofensivas más adecuadas a las tácticas actuales, etc. El control principal del jugador es "la grúa", un imán volador (sostenido, por ejemplo, por un pterodáctilo en el primer período antiguo) que puede recoger y soltar piezas individuales. Una pila adecuada de piezas se convierte en un tanque, que se puede seleccionar y ordenar para que se mueva mediante el imán.
El juego también tiene un fuerte elemento puzzle. El imán también puede recoger rocas (por ejemplo, para bloquear rutas enemigas) y ovejas (que pueden usarse para aumentar la tasa de producción de la fábrica, entre otras cosas), y hay varios tipos de terreno con efectos duraderos. Por ejemplo, conducir un tanque a través del barro lo ensuciará, lo que hará que se mueva más lentamente hasta que se lave. Algunos mapas tienen botones que solo pueden ser activados por tanques con suficiente experiencia en combate, y puede ser necesario tener una previsión considerable para garantizar que un tanque pueda sobrevivir hasta ese nivel y alcanzar el botón. Desmontar un tanque le hará perder toda experiencia.
El juego es muy pesado en su microgestión, lo que requiere que el jugador centre su atención en el mantenimiento de las continuamente cansadas ovejas en la fábrica, las batallas de tanques, la negociación de los peligros del terreno como arenas movedizas y la construcción de tanques.

## Jugabilidad

### Conceptos básicos
Hay cuatro mundos en el modo campaña: Edad de Piedra, Medieval, Moderno y Futurista, cada uno contiene seis niveles. El enemigo siempre está un mundo en tecnología por encima del equipo del jugador, siendo el último los propios "Evil Black Tanks". También hay un modo de desafío y entrenamiento, el desafío consiste en tareas como matar ciertos tanques con rocas, aplastar ovejas negras para defender la base y volver a ensamblar tanques.
El Part-O-Matic es la única estructura del juego controlada por el jugador. Produce un conjunto de piezas, determinadas por el nivel, una a una. La velocidad está determinada por el número de ovejas en su rueda. Las ovejas se encuentran pastando al azar y pueden ser recogidas por la grúa del jugador y colocadas en la rueda Part-O-Matic del jugador. Después de un período de tiempo asignado, las ovejas se cansarán y necesitarán ser restauradas en el baño para ovejas que se encuentra a lo largo del nivel, comúnmente hay uno al lado del cuartel general principal. Una vez que hayan reposado se les podrá volver a poner en la rueda. Las ovejas negras contagian su enfermedad a otras ovejas, dejándolas inútiles. Una vez que una oveja ha sido infectada, el jugador puede ponerla en la sustancia viscosa verde donde se cura. Sin embargo, una vez que se vuelve completamente negro, no hay forma de restaurarlo a su estado anterior. La única forma de evitar que la oveja se infecte es matar a la oveja negra con una piedra en la cabeza. Las ovejas son frágiles y pueden morir a manos de enemigos o por accidente. Sacrificar partes del Part-O-Matic, como piezas de tanques enemigos, ovejas, rocas o cajas, permite que el Part-O-Matic se reproduzca constantemente desde la cola predeterminada configurada aleatoriamente en el juego. Las cajas, como recurso principal, se encuentran por todas partes y pueden ser transportadas por tanques y devueltas al Part-O-Matic. Un tanque puede contener 4 cajas y, a veces, puede ser difícil conseguirlas, por lo que la plantilla predeterminada es una gran cantidad de armas poderosas en un motor de 4 escapes colocado sobre vías de agua.
Hay cuatro partes principales para fabricar tanques en el juego. La "pista" determina qué áreas de terreno puede cruzar el tanque. Estos incluían "ruedas", pistas que sólo pueden atravesar terrenos básicos, como piedra, "semiorugas", pistas que pueden cruzar desierto, "motos de nieve", pistas que pueden cruzar sobre nieve, "barcos", que pueden cruzar sobre el agua, y los "aerodeslizadores", vías que pueden cruzar cualquier cosa sin sufrir los efectos del suelo. Fabricar tanques sin orugas los deja inmóviles, similar a las torretas. El "motor" determinaba no sólo la velocidad a la que podía ir el tanque, sino también cuántas armas podía poseer un tanque individual. Las armas pesaban sobre un tanque y lo hacían más lento; de hecho, un tanque con un total de cinco motores y tres armas viajaría a la misma velocidad que un tanque con una potencia total de dos motores y sin armas. Las armas disparan automáticamente a los enemigos dentro de su alcance. El jugador puede colocar tantas armas en un tanque como potencia de motor tenga, y no puede exceder un límite de altura fijo. El jugador también puede ordenar a los tanques que ataquen un tanque o área de terreno específica. Hay más de sesenta armas en el juego durante los cinco períodos de tiempo. Finalmente, el radar solo viene en una variedad y es necesario para que el tanque funcione.
Los potenciadores se obtienen al crear el Part-O-Matic y se desbloquean mediante botones que requieren un cierto nivel de experiencia del tanque que los toca. Estos botones también pueden desbloquear ciertas áreas o partes necesarias para ganar el juego. Además, hay rocas, que se pueden mover con una grúa, que pueden usarse como recurso Part-O-Matic, armas o paredes de tanques enemigos.

### Terreno
Hay cuatro tipos principales de terreno: Terreno, que puede ser atravesado por cualquier pista y puede estar compuesto por piedra, hierba, tierra, etc., y Nieve, Desierto y Agua, sólo transitables por sus pistas homólogas. Además, hay arenas movedizas, que hunden las orugas de los tanques y cualquier objeto caído, charcos de barro, que hacen que las orugas de los tanques se ensucien y ralenticen hasta que se limpian, lava, que quema todo lo que toca hasta que el agua o la espera lo expulsa, ácido , que daña todo lo que lo toca hasta que se lo quitan, y salsa para ovejas, una sustancia pegajosa verde que energiza a las ovejas y limpia sus partes.

### Combate
En combate, cada parte tiene su propia salud. Si la salud llega a cero, la pieza saldrá volando del tanque y quedará destruida. Si se destruyen las orugas, todos los motores menos uno se caerán y el tanque quedará inmóvil. Si se destruye un motor y los motores restantes no pueden soportar la cantidad de armas que se utilizan, las armas disminuirán hasta que la cantidad de armas coincida con la potencia total del motor. Si se destruye el radar o se pierde el motor final, el tanque dejará de funcionar y perderá toda su experiencia. El tanque, a menos que se le ordene lo contrario, atacará al enemigo más cercano dentro del alcance de su arma más lejana. Si se ordena al tanque que ataque a un enemigo específico que está fuera del alcance de algunas armas, las demás atacarán al enemigo más cercano dentro del alcance. Los enemigos obedecerán las mismas reglas, excepto cuando ataquen al Part-O-Matic. El destino de todos los enemigos que aparecen después del inicio del juego es Part-O-Matic. Al atacar el Part-O-Matic, los enemigos ignorarán su entorno. Los enemigos aparecen en los puntos receptores y se mueven al Part-O-Matic.

### Objetivos
El objetivo principal en el modo campaña es eliminar todos los puntos de generación de enemigos, primero desbloqueándolos presionando botones con ciertos requisitos de nivel y luego atacando el centro vulnerable ahora expuesto. Una vez que todos los puntos de generación hayan sido destruidos, todos los tanques restantes, incluidos los que protegen los puntos de interés, avanzarán para atacar. Una vez que todos los tanques enemigos han sido destruidos, el jugador gana y completa el nivel. Si el Part-O-Matic es destruido, el jugador pierde, pero en el último nivel de cada uno de los cuatro mundos, el objetivo es capturar un transmisor de los "Evil Black Tanks" enemigos que los custodian, y devolverlo al base. En estos niveles, no hay puntos de generación de enemigos que destruir.